# Louis Lefèvre d'Ormesson
Pour les autres membres de la famille, voir Famille Lefèvre d'Ormesson.
Louis François de Paule Lefèvre d'Ormesson né à Paris le 27 juillet 1718 et mort dans la même ville en janvier 1789, est un magistrat français.

## Biographie
Membre du Parlement de Paris dont il est président à mortier à partir de 1751 puis Premier Président de 1788 à sa mort, il est élu membre de l'Académie des inscriptions et belles-lettres en 1765.
Marié à Marie Anne Geneviève Lucas de Muyn en 1748, il est le père de Louis Lefèvre d'Ormesson de Noyseau, député de l'Assemblée constituante de 1789 et guillotiné sous la Révolution.